# اورئول کامخو
اورئول کامخو (انگلیسی: Oreol Camejo) (متولد ۲۲ ژوئیه ۱۹۸۶) بازیکن والیبال اهل کوبا، عضو باشگاه لوکوموتیو نووسیبیرسک و تیم ملی مردان کوبا است.